# Пиццини, Франсиско
Франси́ско Пицци́ни (исп. Francisco Andrés Pizzini; род. 19 сентября 1993, Баия-Бланка, провинция Буэнос-Айрес) — аргентинский футболист, левый фланговый нападающий клуба «Тальерес».

## Биография
Франсиско Пиццини является воспитанником академии «Индепендьенте». В основном составе «красных» дебютировал в 2011 году. В дебютной для футболиста игре, прошедшей 11 сентября, его команда на выезде проиграла «Бельграно» 0:2. Пиццини вышел на 52 минуте на замену Осмару Феррейре.
В сезоне 2013/14, когда «Индепендьенте» в первый раз в истории выступал во Втором дивизионе (Примере B Насьональ), Пиццини стал значительно чаще попадать в основной состав. Он провёл 20 матчей в чемпионате и забил свой первый гол в профессиональной карьере — 11 июня 2014 года в гостевой встрече против «Уракана» (2:0).
После возвращения в Примеру в чемпионате 2014 года Пиццини забил свой первый гол уже на уровне Первого дивизиона. Это случилось 11 августа в домашней игре против «Атлетико Рафаэлы» (3:0). Пицци забил второй гол своей команды.
В 2016—2017 годах Франсиско на правах аренды выступал за «Олимпо» из родной Байи-Бланки. В 2020 году игрок едва не перешёл на правах аренды в команду итальянской Серии B «Трапани», однако переезд сорвался из-за смены руководства в итальянском клубе. После этого Пиццини вёл переговоры с «Годой-Крусом».
В середине 2020 года перешёл в «Дефенсу и Хустисию», также на правах аренды.
В 2019 году у Франсиско и его гражданской жены Марины родилась дочь Рената.

## Титулы и достижения
- Обладатель Южноамериканского кубка (1): 2020